# Эскобар, Даниела
Дание́ла Эскоба́р Дунка́н (порт.-браз. Daniela Escobar Duncan; род. 16 января 1969, Сан-Боржа, Риу-Гранди-ду-Сул) — бразильская актриса, ведущая и актриса озвучивания. Несколько лет ведёт программу «Superbonita» на канале GNT. Наиболее известная в России по роли Маизы Феррас в телесериале «Клон».

## Биография
Родилась 16 января 1969 года в Сан-Боржа. В 10 лет вместе с родителями переехала в Порту-Алегри. В 16 лет начала посещать курсы социальных связей, а в 19-летнем возрасте круто меняет свою жизнь, перебравшись в Рио-де-Жанейро, где поступает на театральные курсы.
Большая известность пришла после роли Маизы в телесериале «Клон» (2001—2002). Впрочем, сама актриса считает своим самым удачным образом в кино роль еврейской девушки Бэллы в сериале «Бразильская акварель». Ради этого персонажа остригла свои волосы, похудела и брала уроки румынского, чтобы имитировать акцент.
После развода с мужем и съёмок в сериале «Америка» решила побыть с сыном и, отказавшись от ряда предложений, отправилась в Лос-Анджелес.

## Семья
С 1995 по 2003 годы была замужем за известным режиссёром Жайме Монжардимом; в этом союзе родился сын, Андрэ.
В сентябре 2010 года Даниэла вышла замуж за Марселу Вёльнера, роман с которым у неё начался на съёмочной площадке фильма «400 против одного». Однако, уже в ноябре 2010 года они развелись.

## Избранная фильмография
| Год       |   | Русское название     | Оригинальное название    | Роль                    |
| --------- | - | -------------------- | ------------------------ | ----------------------- |
| 1994      | с | Кедровая мадонна     | A Madona de Cedro        | Лаура                   |
| 1994      | с | Тропиканка           | Tropicaliente            | Беренис                 |
| 1995      | с | Возраст волчицы      | A Idade da Loba          | Габи                    |
| 1996      | с | Мой ангел            | Anjo de Mim              | Тереза                  |
| 1999      | с | Музыка её души       | Chiquinha Gonzaga        | Амалия                  |
| 1992—2000 | с |                      | Você Decide              | Марлен                  |
| 2000      | с | Бразильская акварель | Aquarela do Brasil       | Бэлла Ландау            |
| 2001      | с |                      | Brava Gente              | Люсила                  |
| 2001—2002 | с | Клон                 | O Clone                  | Маиза Ассунсао / Феррас |
| 2003      | с |                      | A Casa das Sete Mulheres | Perpétua                |
| 2003      | с |                      | Kubanacan                | Ванда                   |
| 2003      | ф |                      | Vida de Menina           | Каролина                |
| 2004      | ф |                      | O Dono do Mar            | Камборина               |
| 2004      | с | Единое сердце        | Um Só Coração            | Соледад                 |
| 2005      | ф |                      | Underground Game         | Таня                    |
| 2005      | ф |                      | Diário de Um Novo Mundo  | Донна Мария             |
| 2005      | с | Америка              | América                  | Ирэн                    |
| 2004—2006 | с |                      | A Diarista               | София/Соня              |
| 2008      | с |                      | Dicas de um Sedutor      | Оливия                  |
| 2013      | с | Карибский цветок     | Flor do Caribe           | Наталия                 |